# Danie G. Krige
Pour les articles homonymes, voir Krige.
Danie Gerhardus Krige, né le 26 août 1919 à Bothaville et mort le 3 mars 2013 à Johannesbourg, est un ingénieur des mines sud-africain connu pour ses travaux en statistiques appliquées aux gisements et professeur à l'université du Witwatersrand, en Afrique du Sud.
Ses travaux sur le gisement du Witwatersrand ont inspiré à  Georges Matheron (1930-2000) l’idée d’utiliser le variogramme plutôt que la covariance pour estimer des gisements. C’est pour honorer Danie Gerhardus Krige, que Georges Matheron a donné le nom de « krigeage » à l’algorithme d’estimation au cœur de sa Théorie de la Variable Régionalisée (ou géostatistique).